# Baha Ulah
Bahá Uláh (arabsko بهاء الله‎, »Alahov sijaj«, rojstno ime: Mirza Husajn Ali; perzijsko میرزا حسین علی‎ ), prerok in ustanovitelj bahajstva, * 12. november 1817, Teheran, Perzija, † 29. maj 1892, Ako, Palestina.